# 古財和輝
古財 和輝（こざい かずてる、1986年1月25日 - ）は、日本のバドミントン選手。龍谷大学職員。熊本県出身。右利き。元バドミントン日本代表。

## 概要
2013年2月1日より、龍谷大学職員として活動しており、バドミントン部男子コーチを兼任している。
同年のジャパン・オープンでは、1回戦で、当時世界ランク3位で後に五輪金メダルを獲得し殿堂入り選手となる諶龍を撃破し大番狂わせを起こした。